# Thomas Hitzlsperger
Thomas Hitzlsperger (phát âm tiếng Đức: [ˈtoːmas ˈhɪtsl̩s.pɛɐ̯ɡɐ]; sinh ngày 5 tháng 4 năm 1982) là một giám đốc bóng đá và cựu cầu thủ bóng đá từng thi đấu ở vị trí tiền vệ. Kể từ tháng 2 năm 2019, anh là trưởng phòng thể thao của VfB Stuttgart.
Trong quãng thời gian đầu sự nghiệp anh chơi cho câu lạc bộ Aston Villa của Anh (được cho mượn ở Chesterfield một thời gian ngắn), trước khi trở về Đức để gia nhập VfB Stuttgart, nơi anh giành chức vô địch Bundesliga 2007. Vào năm 2010, anh ký hợp đồng với Lazio của Ý, trước khi trở lại Anh để thi đấu cho West Ham. Sau đó anh còn thi đấu cho VfL Wolfsburg và Everton.
Hitzlsperger có 52 lần khoác áo Đội tuyển bóng đá quốc gia Đức, tham dự Giải vô địch bóng đá thế giới 2006 và Giải vô địch bóng đá châu Âu 2008. Sau nhiều chấn thương, anh nghỉ thi đấu chuyên nghiệp năm 2013. Sau khi giải nghệ, anh công khai đồng tính và là một trong những cầu thủ bóng đá nổi tiếng nhất từng tự nhận là đồng tính.

## Câu lạc bộ

### Aston Villa
Hitlzsperger, con trai của một nông dân thuộc vùng Bavaria, lớn lên cùng năm người anh em trai và một chị gái. Vào tháng 8 năm 2000 anh gia nhập Aston Villa theo dạng chuyển nhượng tự do từ Bayern Munich. Anh có một quãng thời gian ngắn tập luyện cùng Celtic sau khi rời Bayern nhưng anh đã quyết định sẽ gia nhập Aston Villa.
Anh có trận đầu tiên ho Aston Villa trong trận thua 3-0 trước Liverpool vào ngày 13 tháng 1 năm 2001; đó là lần ra sân duy nhất của anh trong mùa giải đầu tiên của anh ở Anh. Trong thời gian ở Aston Villa, Hitzlsperger được đem cho Chesterfield mượn ở mùa giải 2001-02, có trận ra mắt gặp Kidderminster Harriers ở cúp LDV Vans. Tổng cộng anh có 6 lần ra sân ho Spireites, 5 trong số đó là ở giải quốc nội. Anh được gọi trở lại Aston Villa trong tháng thứ hai của anh ở đây tuy nhiên cũng chỉ do Villa có quá nhiều cầu thủ bị chấn thương và treo giò. Hitzlsperger được vào đội một của Aston Vila sau khi tân huấn luyện viên Graham Taylor tới. Anh đóng một vai trò quan trọng trong đội hình Aston Villa về đích thứ 6 dưới thời huấn luyện viên David O'Leary, trước khi bắt đầu trở nên được ưa thích ở mùa giải sau đó. Anh rời Aston Villa khi đang là một cầu thủ ưa thích của các cổ động viên, và cho biết anh sẽ trở lại đội bóng khi nào có cơ hội. Hitzlsperger được đặt cho cái biệt danh " chiếc búa" trong thời gian ở Villa Park nhờ vào những cú sút sa mạnh mẽ bằng chân trái từ khoảng cách xa. Là một người nói thông thạo tiếng Anh, anh thường xuyên di chuyển giữa Birmingham và Đức trong thời gian ở Villa.

### VfB Stuttgart
Hitzlsperger gia nhập VfB Stuttgart vào mùa hè 2005 sau khi rời Villa theo dạng tự do. Anh trở thành một cầu thủ quan trọng của Stuttgart, đặc biệt ở mùa giải thứ hai của anh khi đội vô địch Bundesliga. Hitzlsperger có một đóng góp to lớn trong thành công chung của đội, chơi 30 trên 34 trận và ghi 7 bàn. Anh ghi một bàn thắng tranh cãi ở phút thứ 27 trong trận đấu cuối cùng của Stuttgart ở mùa giải gặp Energie Cottbus - nếu Stuttgart thua trận này, Schalke có thể vô địch. Cuối cùng, ở phút 63, Sami Khedira ghi bàn cứu lấy danh hiệu cho Stuttgart.
Vào ngày 14 tháng 8 năm 2007, anh ký hợp đồng tới mùa hè năm 2010.
Vào ngày 22 tháng 7 năm 2008, Hitzlsperger được bổ nhiệm làm đội trưởng của VfB Stuttgart bởi huấn luyện viên Armin Veh sau khi cựu đội trưởng Fernando Meira ra đi.

## Hoạt động xã hội
Hitzlsperger viết thường xuyên cho mục Störungsmelder, một sáng kiến của tuần báo Die Zeit để chống lại khuynh hướng Cực Hữu tại Đức.
Ông cũng hỗ trợ cho hội Gesicht Zeigen! Für ein weltoffenes Deutschland e. V., mà hoạt động khắp nước Đức phản đối phân biệt chủng tộc, tư tưởng bài ngoại, bài Do thái và bạo lực của phe Cực Hữu. Ngoài ra ông còn làm việc cho chương trình UBUNTU Africa, mà chăm sóc trẻ em bị nhiễm virus HIV ở Nam Phi.

## Đời tư
Hitzlsperger là cựu cầu thủ bóng đá chuyên nghiệp Bundesliga đầu tiên tiết lộ trong một cuộc phỏng vấn với tuần báo Die Zeit, được công bố vào ngày 8 tháng giêng 2014, là mình là người đồng tính, bởi vì ông muốn vấn đề này được thảo luận cởi mở hơn giữa những vận động viên thể thao chuyên nghiệp. Hitzlsperger nói rằng, ông cố ý công khai vấn đề tình cảm và xu hướng tính dục thật của mình trước thế vận hội mùa đông 2014 tại Sotschi, Nga. Việc công khai này tạo được nhiều thán phục trong và ngoài nước.

## Thống kê sự nghiệp

### Câu lạc bộ
| Câu lạc bộ          | Mùa giải            | Giải đấu            | Giải đấu | Giải đấu  | Cúp quốc gia | Cúp quốc gia | League cup | League cup | Châu lục | Châu lục  | Giải khác | Giải khác | Tổng cộng | Tổng cộng | Ref.   |
| Câu lạc bộ          | Mùa giải            | Giải đấu            | Số trận  | Bàn thắng | Số trận      | Bàn thắng    | Số trận    | Bàn thắng  | Số trận  | Bàn thắng | Số trận   | Bàn thắng | Số trận   | Bàn thắng | Ref.   |
| ------------------- | ------------------- | ------------------- | -------- | --------- | ------------ | ------------ | ---------- | ---------- | -------- | --------- | --------- | --------- | --------- | --------- | ------ |
| Aston Villa         | 2000–01             | Premier League      | 1        | 0         | 0            | 0            | 0          | 0          | —        | —         | —         | —         | 1         | 0         | [ 14 ] |
| Aston Villa         | 2001–02             | Premier League      | 12       | 1         | 0            | 0            | 0          | 0          | —        | —         | —         | —         | 12        | 1         | [ 14 ] |
| Aston Villa         | 2002–03             | Premier League      | 26       | 2         | 0            | 0            | 3          | 2          | 4        | 0         | —         | —         | 33        | 4         | [ 14 ] |
| Aston Villa         | 2003–04             | Premier League      | 32       | 3         | 1            | 0            | 5          | 2          | —        | —         | —         | —         | 38        | 5         | [ 14 ] |
| Aston Villa         | 2004–05             | Premier League      | 28       | 2         | 0            | 0            | 2          | 0          | —        | —         | —         | —         | 30        | 2         | [ 14 ] |
| Aston Villa         | Tổng cộng           | Tổng cộng           | 99       | 8         | 1            | 0            | 10         | 4          | 4        | 0         | —         | —         | 114       | 12        | —      |
| Chesterfield (mượn) | 2001–02             | Second Division     | 5        | 0         | 0            | 0            | 0          | 0          | —        | —         | 1         | 0         | 6         | 0         | [ 15 ] |
| VfB Stuttgart       | 2005–06             | Bundesliga          | 26       | 2         | 2            | 1            | 3          | 1          | 7        | 0         | —         | —         | 38        | 4         | [ 14 ] |
| VfB Stuttgart       | 2006–07             | Bundesliga          | 30       | 7         | 5            | 3            | —          | —          | —        | —         | —         | —         | 35        | 10        | [ 16 ] |
| VfB Stuttgart       | 2007–08             | Bundesliga          | 25       | 5         | 4            | 2            | 1          | 0          | 2        | 0         | —         | —         | 30        | 7         | [ 14 ] |
| VfB Stuttgart       | 2008–09             | Bundesliga          | 32       | 5         | 3            | 0            | —          | —          | 10       | 2         | —         | —         | 45        | 7         | [ 17 ] |
| VfB Stuttgart       | 2009–10             | Bundesliga          | 12       | 1         | 3            | 1            | —          | —          | 7        | 0         | —         | —         | 22        | 2         | [ 14 ] |
| VfB Stuttgart       | Total               | Total               | 125      | 20        | 17           | 7            | 4          | 1          | 26       | 2         | —         | —         | 172       | 30        | —      |
| Lazio               | 2009–10             | Serie A             | 6        | 1         | 0            | 0            | —          | —          | —        | —         | —         | —         | 6         | 1         | [ 14 ] |
| West Ham United     | 2010–11             | Premier League      | 11       | 2         | 2            | 1            | 0          | 0          | —        | —         | —         | —         | 13        | 3         | [ 14 ] |
| VfL Wolfsburg       | 2011–12             | Bundesliga          | 6        | 0         | 0            | 0            | —          | —          | —        | —         | —         | —         | 6         | 0         | [ 18 ] |
| Everton             | 2012–13             | Premier League      | 7        | 0         | 2            | 0            | 0          | 0          | —        | —         | —         | —         | 9         | 0         | [ 14 ] |
| Tổng cộng sự nghiệp | Tổng cộng sự nghiệp | Tổng cộng sự nghiệp | 259      | 31        | 22           | 8            | 14         | 5          | 30       | 2         | 1         | 0         | 326       | 46        | —      |

1. ↑  Số trận ở FA Cup và DFB-Pokal
2. ↑  Số trận ở English League Cup và German League Cup
3. ↑  Số trận ở UEFA Intertoto Cup
4. ↑  Số trận ở Football League Trophy
5. 1 2  Số trận ở UEFA Cup
6. 1 2  Số trận ở UEFA Champions League

### Quốc tế
| Đội tuyển quốc gia | Năm       | Số trận | Bàn thắng |
| ------------------ | --------- | ------- | --------- |
| Đức                | 2004      | 2       | 0         |
| Đức                | 2005      | 11      | 0         |
| Đức                | 2006      | 7       | 2         |
| Đức                | 2007      | 10      | 2         |
| Đức                | 2008      | 13      | 2         |
| Đức                | 2009      | 8       | 0         |
| Đức                | 2010      | 1       | 0         |
| Tổng cộng          | Tổng cộng | 52      | 6         |

Danh sách điểm số và kết quả liệt kê tổng số bàn thắng của Đức trước, cột điểm số cho biết điểm số sau mỗi bàn thắng của Hitzlsperger.
| Số thứ tự | Ngày                 | Sân vận động                            | Đối thủ       | Tỷ số | Kết quả | Giải đấu                       |
| --------- | -------------------- | --------------------------------------- | ------------- | ----- | ------- | ------------------------------ |
| 1         | 6 tháng 9 năm 2006   | Stadio Olimpico, Serravalle, San Marino | San Marino    | 9–0   | 13–0    | UEFA Euro 2008 qualifying      |
| 2         | 6 tháng 9 năm 2006   | Stadio Olimpico, Serravalle, San Marino | San Marino    | 11–0  | 13–0    | UEFA Euro 2008 qualifying      |
| 3         | 6 tháng 6 năm 2007   | AOL Arena, Hamburg, Germany             | Slovakia      | 2–1   | 2–1     | UEFA Euro 2008 qualifying      |
| 4         | 17 tháng 11 năm 2007 | Allianz Arena, Munich, Germany          | Síp           | 4–0   | 4–0     | UEFA Euro 2008 qualifying      |
| 5         | 6 tháng 2 năm 2008   | Ernst-Happel-Stadion, Vienna, Austria   | Áo            | 1–0   | 3–0     | Friendly                       |
| 6         | 6 tháng 9 năm 2008   | Rheinpark Stadion, Vaduz, Liechtenstein | Liechtenstein | 5–0   | 6–0     | 2010 FIFA World Cup qualifying |

## Danh hiệu
VfB Stuttgart
- Bundesliga: 2006–07
- DFB-Pokal á quân: 2006–07

Đội tuyển Đức
- UEFA European Championship á quân: 2008
- FIFA World Cup hạng 3: 2006
- FIFA Confederations Cup hạng 3: 2005